# Iamsk (oblast de Magadan)
Iamsk (en russe : Ямск) est un village russe du raïon d'Ola de l'oblast de Magadan, dans la région extrême-orientale de la Kolyma. Sa population s'élevait à 111 habitants au recensement de 2021.

## Géographie
Le village de Iamsk se situe dans l'oblast de Magadan, un oblast de la Sibérie du nord-est, en Russie extrême-orientale. La localité fait partie de la région de la Kolyma, et du district fédéral d'Extrême-Orient. Le village se trouve dans le raïon d'Ola, une subdivision de l'oblast.  
Iamsk, comme tout l'oblast de Magadan, se trouve dans le fuseau horaire MSK+8 (heure de Magadan). Le décalage horaire appliqué par rapport au temps universel coordonné est +10:00.

## Démographie
Recensements (*) et estimations de la population,,,,,
:
| 1924 | 1926* | 2002 * | 2010* |
| ---- | ----- | ------ | ----- |
| 575  | 389   | 187    | 106   |

| 2021* | - | - | - |
| ----- | - | - | - |
| 111   | - | - | - |

Concernant les ethnies, en 2002, sur les 187 habitants, il y avait 30 % d'Évènes et 28 % de Russes.